# Бардувил
Бардувил (фр. Bardouville) насеље је и општина у северној Француској у региону Горња Нормандија, у департману Приморска Сена која припада префектури Руан.
По подацима из 2011. године у општини је живело 672 становника, а густина насељености је износила 78,05 становника/km². Општина се простире на површини од 8,61 km². Налази се на средњој надморској висини од 58 метара (максималној 68 m, а минималној 1 m).

## Демографија
| 1962. | 1968. | 1975. | 1982. | 1990. | 1999. | 2011. |
| ----- | ----- | ----- | ----- | ----- | ----- | ----- |
| 254   | 297   | 489   | 497   | 576   | 576   | 672   |

График промене броја становника у току последњих година